# Prašiči
Prašiči ali svinje (znanstveno ime Suidae) so družina sodoprstih kopitarjev, ki se je prvič pojavila v oligocenu. Živijo v starem svetu, kjer poseljujejo stepe, savane ter gozdove zmernega in topskega pasu. Vsi imajo radi vodo. Podočniki so razviti kot veliki, ostri čekani, ki predstavljajo učinkovito orožje. Kočniki so nizki, njihova površina pa je grbičava. Prašiči so vsejedi. V primerjavi s prežvekovalci so slabi tekači, čeprav dosežejo nekatere vrste do 47 km/h. V Sloveniji, pa tudi v preostanku Evrope živi ena sama vrsta, ki pripada rodu prašičev (Sus), to je divji prašič oz. divja svinja (Sus scrofa).

## Klasifikacija
Sledi seznam vrst z rodovi, kamor jih uvrščamo:
- Babyrousa
  - Babyrousa babyrussa babirusa - Indonezija
- Hylochoerus
  - Hylochoerus meinertzhageni orjaška gozdna svinja - ekvatorialna Afrika
- Phacochoerus
  - Phacochoerus aethiopicus (svinja bradavičarka) - zahodna, vzhodna in južna Afrika
  - Phacochoerus africanus
- Potamochoerus
  - Potamochoerus larvatus
  - Potamochoerus porcus; čopičasta svinja Afrika - južno od Sahare
- Sus (divji prašiči oz. divje svinje)
  - Sus barbatus (bradata divja svinja) - Malezija, Indonezija
  - Sus bucculentus
  - Sus cebifrons
  - Sus celebensis
  - Sus heureni
  - Sus philippensis
  - Sus salvanius pritlikava divja svinja - severovzhodna Indija, Himalaja
  - Sus scrofa evrazijska divja svinja - Evropa, Azija
    - Sus scrofa domesticus - domači prašič
    - Sus scrofa ferus - divja svinja

  - Sus timoriensis
  - Sus verrucosus (javanska bradavičasta svinja) - Indonezija, Filipini